# Пихтинские голендры
Пихтинские голендры (вероятно, от немецкого Holländer «голландец») — согласно Всероссийской переписи населения 2002 года, этническая группа немцев. Другие источники утверждают их изначально голландское происхождение, уточняя, что позднее они действительно оказались в Германии, а затем в Польше, после разделов которой — в Российской империи — на Западной Украине и Белоруссии, а в ходе столыпинских реформ оказались в Сибири, и их культура впитала элементы культур окружающих этносов — фамилии немецкие, имена польские и русские, песни на польском языке, а родной язык имеет самоназвание «хохляцкий», представляя смесь украинского, белорусского и польского.
Проживают в селах Пихтинск, Среднепихтинск и Дагник Заларинского района Иркутской области, основанных во время Столыпинской аграрной реформы. На местном наречии названия селений звучат соответственно как Замустече, Новына, Дахны.
Немецкий этнограф Эдвард Бютов собирает материал об этом народе, который представляет сложную структуру, так как «они носят немецкие фамилии, говорят на украинско-белорусском наречии, чтут традиции, схожие с голландскими, и к тому же молятся по-польски».
Всего в Пихтинске насчитывается около 300 голендров, а в Иркутской области их количество оценивается примерно в 2000 человек.

## Музей голендров
В июле 2012 года в Пихтинске открылся Музей голендров. Музей располагается в доме, построенном в 1912 году. В своей архитектуре он сочетает типичные черты как украинских, так и западноевропейских жилищ. Все экспонаты в музее являются подлинными. В экспозиции подробно освещаются темы религии, обрядов и традиций голендров.